# Stictoptera repleta
Stictoptera repleta är en fjärilsart som beskrevs av Walker 1864. Stictoptera repleta ingår i släktet Stictoptera och familjen nattflyn. Inga underarter finns listade i Catalogue of Life.